# 贝尔蒙泰德尔桑尼奥
贝尔蒙泰德尔桑尼奥（義大利語：Belmonte del Sannio），是意大利伊塞尔尼亚省的一个市镇。总面积20平方公里，人口855人，人口密度42.8人/平方公里（2009年）。ISTAT代码为094004。